# Zun

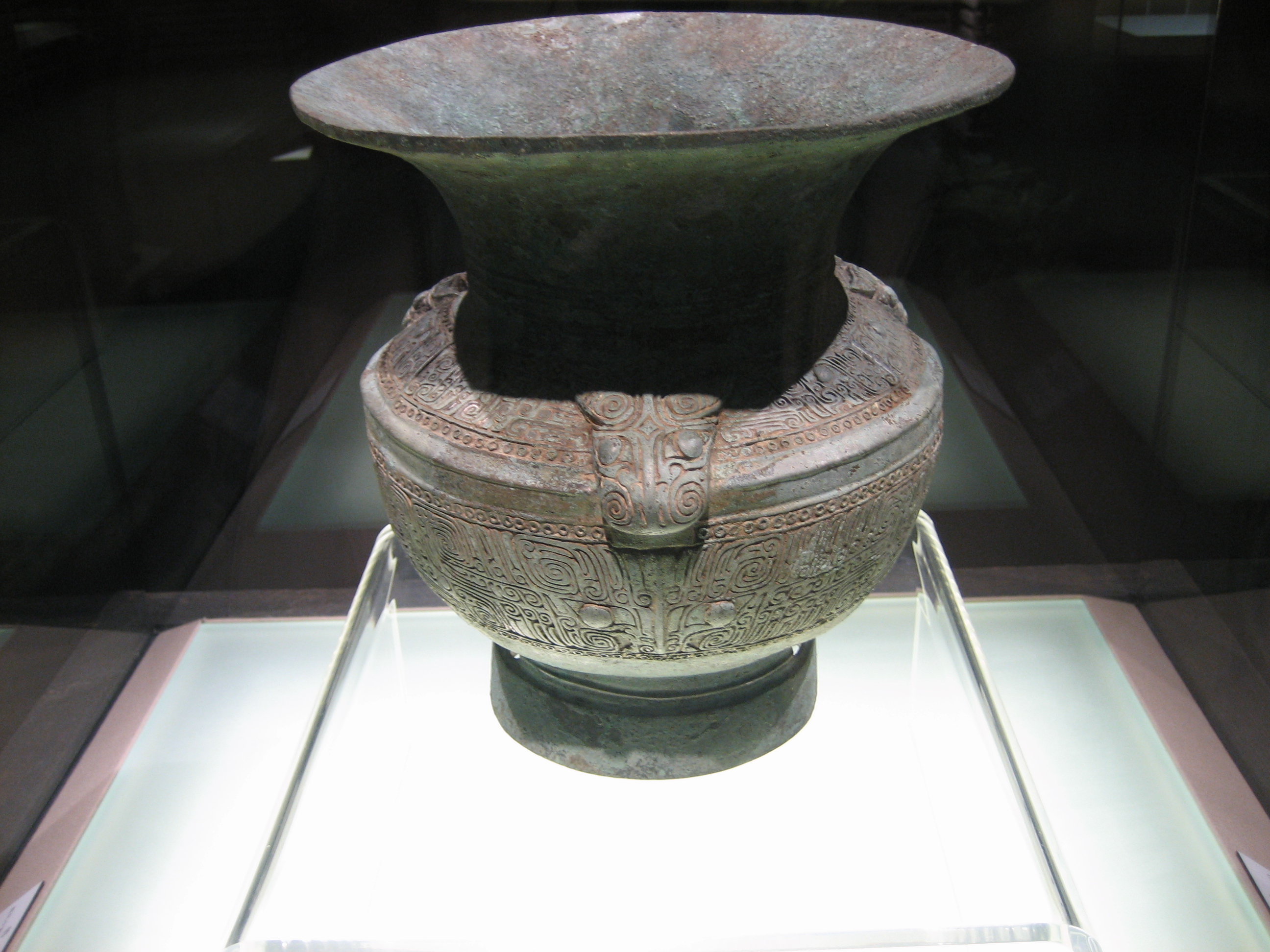
Ein Zun mit Taotie-Muster aus der mittleren Shang-Zeit (Shanghai Museum)

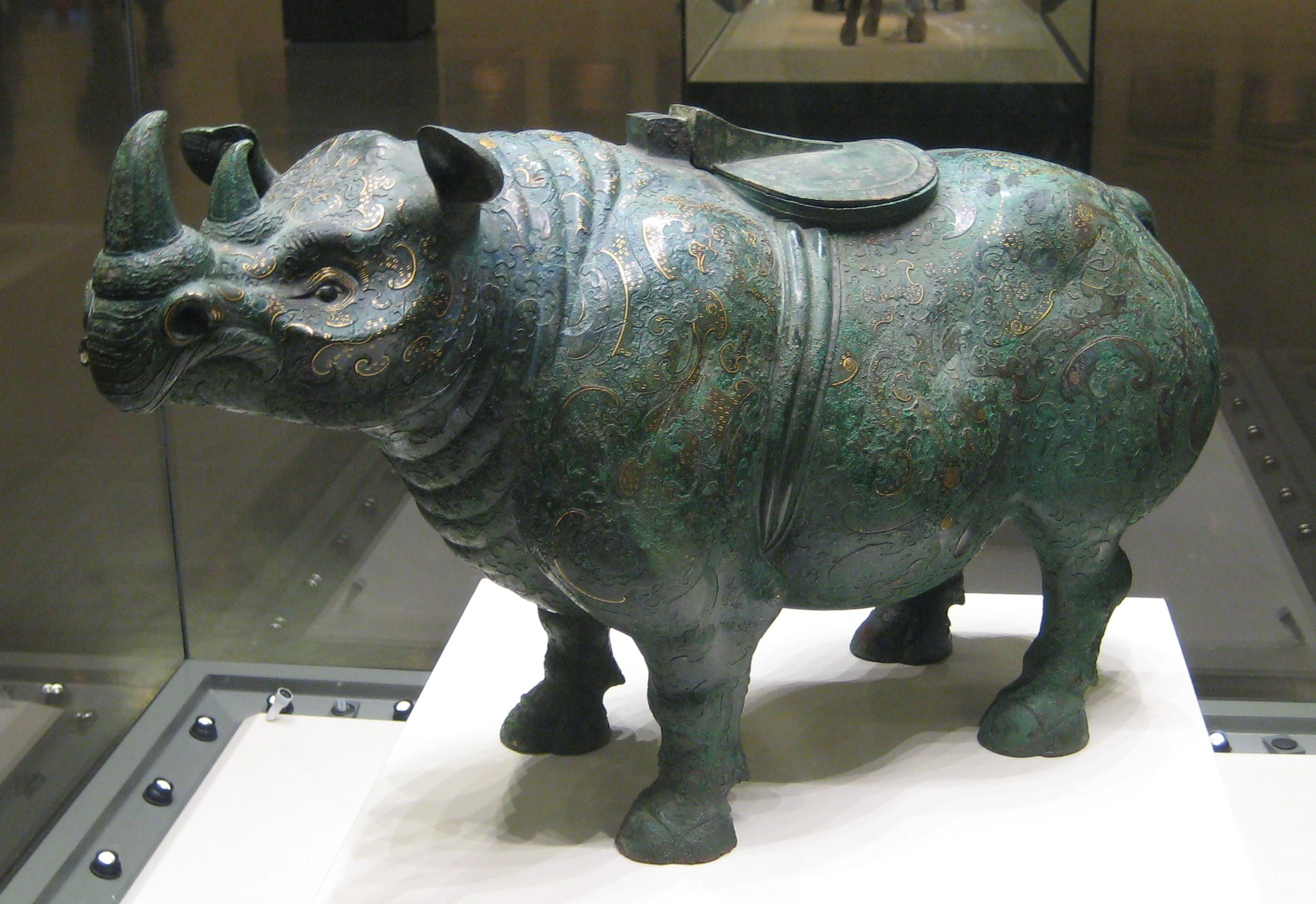
Ein nashornförmiger Zun aus der Zeit der Westlichen Han-Dynastie (Chinesisches Nationalmuseum)

Der Zun (chinesisch zūn 尊) ist ein chinesischer Gefäßtyp, insbesondere durch viele Bronze-Funde aus der Shang- und Zhou-Zeit bekannt. Er wurde in religiösen Zeremonien zum Trinken oder Erwärmen von Wein verwendet.
Ein gelbglasiertes Zun-Porzellangefäß (chinesisch 黄釉瓷尊, Pinyin Huangyou ci zun, englisch yellow glazed porcelain zun) aus der Zeit der mittleren Shang-Dynastie wurde in der chinesischen Stadt Zhengzhou, Provinz Henan, ausgegraben. Es handelt sich um eines der ältesten in China entdeckten Porzellangefäße. Es befindet sich heute in der Sammlung des Shanghai-Museums (Shanghai bowuguan).